# Bat
 Denne artikel omhandler et sportsredskab. Opslagsordet har også en anden betydning, se British American Tobacco. For trafikselskabet på Bornholm, se BAT_(Bornholms_Amts_Trafikselskab)
Et bat er et redskab, der benyttes i forskellige udformninger i en række sportsgrene. I visse sportsgrene, fx rundbold, baseball, softball og cricket, er det en anden betegnelse for et boldtræ, dvs. en kølle, der bruges til at skyde til bolden. I bordtennis er et bat derimod en slags miniatureketsjer af træ.
I visse dele af verden er baseballbat bedre kendt som (ulovlige) angrebs- eller selvforsvarsvåben.

## Baseballbat
I baseball er battet det redskab, som batteren benytter til at sende bolden i spil, når pitcheren kaster den til ham. Ifølge de officielle Major League Baseball-regler må et bat ikke være mere end 70 mm i omkreds på det tykkeste sted og ikke mere end 1,067 m langt. Nu til dags vejer et træbat typisk ikke mere end et kilogram, omend man tidligere har benyttet væsentligt tungere udgaver.
Enden på et baseballbat er det tykkeste sted. Afhængig af battets konstruktion er der et sted, hvor det giver bedst resultat at ramme bolden. Dette område kaldes for the sweet spot. Battets håndtag er betydeligt tyndere end enden for at skabe større elasticitet under kollisionen mellem bat og bold. Håndtaget kan eventuelt være beviklet med stof eller gummi, for at man bedre kan holde fast. Helt ude for enden af battet er det placeret en knop, så man ikke så nemt taber battet efter et sving.
Det er ifølge de officielle regler forbudt at modificere det indre af battet, fx ved at bore i det eller putte kork i midten. Det er tilladt at smøre harpiks på håndtaget for at kunne hold bedre fast, men højst 18 inches fra knoppen.
I Major League Baseball er det kun tilladt at bruge bats af træ. I ungdomsrækker er det tilladt at bruge aluminiumbats eller bats fremstillet af composite materialer. Disse har den fordel, at de ikke går så nemt i stykker, og desuden er battets sweet spot væsentligt større.
De fleste træbat er lavet af ask. Andre ofte benyttede sorter er ahorn, hickory og bambus. Ahornbat er i fremmarch pga. træets hårdhed, lette vægt og holdbarhed, og Barry Bonds har haft stor succes med netop denne træsort.
Historisk er baseballbat blevet både lettere og tyndere gennem tiden, hvilket har ført til en drastisk øgning i antallet af brækkede bat pr. kamp.